# Augochloropsis brethesi
Bản mẫu:Tiểu sử HT. Thích Nguyên Trực
Augochloropsis brethesi là một loài Hymenoptera trong họ Halictidae. Loài này được Vachal mô tả khoa học năm 1903.